# 중국어를 공용어로 사용하는 나라별 중국어 사용자 수

중국어가 공용어인 국가 및 지역
공식 언어 (중국 및 대만의 북경어)
이 언어는 영어와 함께 광둥어 (홍콩), 포르투갈어 (마카오), 북경어 (싱가포르), 영어, 말레이어, 타밀어로 사용된다.

중국어가 공용어인 국가 목록에는 중국어가 공용어인 국가 및 지역이 나열된다.

## 개요
중국어가 공용어인 국가와 지역에서는 "중국어" 라는 단어를 사용하지만 중국어는 임시 링크이며 많은 사람들이 서로를 이해하지 못한다. 그러나 구어의 맥락에서 그러한 명칭은 일반적으로 소위 광둥어와 표준 중국어 하는 특정 유형의 중국어로 널리 알려져 있다. 문어의 맥락에서 백색어는 일반적으로 공식 표준어로 간주되지만 지역마다 소위 전통 간체와 간체 문자라고 하는 다른 문자를 사용한다.
현재 중국어는 5개 국가 및 지역의 공식 언어이다. 중국과 대만에서는 북경어가 유일한 공식 언어이며, 싱가포르에서는 만다린어가 4대 공용어 중 하나이다. 홍콩과 마카오에서는 광둥어가 각각 영어, 포르투갈어와 함께 공용어이다. 중국어는 상하이협력기구의 공식 언어이자 유엔의 6개 공식 언어 중 하나이다. 중국어는 1973년 유엔 총회에서 공식 언어로 추가되었다.

## 공용어로서의 중국어

### 광둥어
| 나라   | 인구 (2023)  | 규칙   | 표준어 |
| ------ | ------------ | ------ | ------ |
| 홍콩   | 7,493,845 인 | 정체자 | 홍콩어 |
| 마카오 | 708,110 인   | 정체자 |        |

중국의 특별행정구인 홍콩과 마카오에서는 모호한 '중국어' 가 공용어로 표기되어 있지만, 사실 이들 지역에서 사용되는 광둥어는 중국 본토에서처럼 북경어가 아니라 정부에서 표준 중국어의 공식 변형어로 사용하고 있다.
광둥어의 발상지인 중국 남부 광둥성에서도 광둥어의 영향력이 크다. 중국 본토에서는 만다린어가 공식 언어이지만, 홍콩의 영향력에 대항하기 위해 1988년부터 SARFT를 통해 광둥어가 광둥어로 방송될 수 있게 되었다. 한편, SARFT는 미디어에서 방언의 사용을 엄격하게 제한하고 있으며, 라디오 및 텔레비전 방송국은 방언을 주요 방송 언어로 만들기 위해 국가 및 지방 당국의 허가를 받아야 한다. 광둥어가 다른 중국 방언에 비해 독특하다는 사실에도 불구하고 최근 광둥성 지역 텔레비전에서 광둥어 사용을 억제하기 위해 SARFT의 표적이 되었다. 이는 2010년 대규모 시위를 촉발시켰고, 결국 이 계획은 거부되었다.

### 관화 중국어
| 나라             | 인구 (2023)      | 규칙   | 표준어           |
| ---------------- | ---------------- | ------ | ---------------- |
| 중화인민공화국   | 1,425,452,164 인 | 간체자 | 푸퉁화           |
| 중화민국（대만） | 23,935,258 인    | 정체자 | 중화민국 국어    |
| 싱가포르         | 6,031,596 인     | 간체자 | 싱가폴 중국 요리 |

만다린어는 중국 북부와 남서부 대부분의 지역에서 사용되는 모국어에 가까운 중국어 유형으로 구성되어 있지만 만다린어를 기반으로 한 형태가 국가 표준이며 중화인민공화국, 싱가포르 및 대만의 공식 언어이다. 그러나 홍콩과 마카오에서도 후자의 두 지역에서는 현지 언어가 베이징어의 구어체 형태에 영향을 미친다.

## 같이 보기
- 중국어권
- 웨어 (언어)